# Kanton Signy-le-Petit
Der Kanton Signy-le-Petit war bis 2015 ein französischer Wahlkreis im Arrondissement Charleville-Mézières, im Département Ardennes und in der Region Champagne-Ardenne; sein Hauptort (frz.: chef-lieu) war Signy-le-Petit. Die landesweiten Änderungen in der Zusammensetzung der Kantone brachten im März 2015 seine Auflösung. Vertreter im Generalrat des Départements war zuletzt Benoît Huré.
Der Kanton Signy-le-Petit war 136,64 km² groß und hatte 3937 Einwohner (Stand: 2012).

## Gemeinden
| Gemeinde               | Einwohner (Stand: 2022) | Code postal | Code Insee |
| ---------------------- | ----------------------- | ----------- | ---------- |
| Auge                   | 58                      | 08380       | 08030      |
| Auvillers-les-Forges   | 902                     | 08260       | 08037      |
| Brognon                | 130                     | 08380       | 08087      |
| Éteignières            | 469                     | 08260       | 08156      |
| Fligny                 | 155                     | 08380       | 08172      |
| La Neuville-aux-Joûtes | 351                     | 08380       | 08318      |
| Neuville-lez-Beaulieu  | 327                     | 08380       | 08319      |
| Signy-le-Petit         | 1219                    | 08380       | 08420      |
| Tarzy                  | 123                     | 08380       | 08440      |

## Bevölkerungsentwicklung
| 1962 | 1968 | 1975 | 1982 | 1990 | 1999 | 2012 |
| ---- | ---- | ---- | ---- | ---- | ---- | ---- |
| 4138 | 4416 | 4073 | 3776 | 3619 | 3679 | 3937 |